# Yangseo-myeon
Yangseo-myeon (koreanska: 양서면) är en socken i kommunen Yangpyeong-gun i provinsen Gyeonggi i den norra delen av  Sydkorea, 30 km öster om huvudstaden Seoul.